# آتسوکی وادا
آتسوکی وادا (انگلیسی: Atsuki Wada؛ زادهٔ ۹ فوریهٔ ۱۹۹۳) بازیکن فوتبال اهل ژاپن است.
وی همچنین در تیم ملی فوتبال زیر ۱۷ سال ژاپن بازی کرده‌است.